# 種類物
種類物又稱不特定物，為交易中當事人僅以種類、數量、品質等較不具體的方式指定的物，而給付種類物，債務人應給予中等品質之物，而種類物於交付時也會變為特定物，而以種類之債為標的的交易，於該特定標的物滅失或具有瑕疵時，則不會陷於給付不能的情形，如以種類物為買賣標的，該標的有瑕疵時，買受人可以請求交付無瑕疵的物，而不會發生給付不能。
與特定物相對，如某一廠牌的汽車、某一廠牌的腳踏車等屬之。